# Xã Burdette, Quận Mississippi, Arkansas
Xã Burdette (tiếng Anh: Burdette Township) là một xã thuộc quận Mississippi, tiểu bang Arkansas, Hoa Kỳ. Năm 2010, dân số của xã này là 302 người.